# Louis Fréchette
Louis-Honoré Fréchette (Lévis, 16 novembre 1839 – 31 maggio 1908) è stato un poeta, scrittore e politico canadese.

## Biografia
Dopo aver seguito dal 1854 al 1860 studi classici, arrivò all'Università Laval. Diventato avvocato fonda due giornali: Le drapeau de Lévis e La Tribune de Levis. Ad un certo punto decise di abbandonare tutto e di recarsi a Chicago, dove scrisse La voix d'un exilé.
Nel 1874 divenne membro del parlamento ad Ottawa, e dopo il 1878 si legò al partito liberale del Canada; in seguito, non venendo rieletto, rinnegò l'attività politica tornando a scrivere. Divenne poi amico di Oscar Wilde.
Fu il primo abitante del Québec a ricevere una borsa di studio, chiamata premio Montyon dell'accademia francese grazie alla sua raccolta di poesie. Esiste una scuola a Canada a lui dedicata.

## Opere
Molte delle sue opere sono andate perse durante il grande incendio di Chicago.
- 1866 - La voix d'un exilé
- 1873 - La découverte du Mississippi
- 1877 - Pêle-mêle
- 1877 - La Légende d'un peuple
- 1879 - Poésies choisies
- 1879 - Les Fleurs boréales, les oiseaux de neige